# Ternatus
Genre
Ternatus est un genre d'araignées aranéomorphes de la famille des Linyphiidae.

## Distribution
Les espèces de ce genre sont endémiques de Chine.

## Liste des espèces
Selon World Spider Catalog (version 16.5, 3/12/2015) :
- Ternatus malleatus Sun, Li & Tu, 2012
- Ternatus siculus Sun, Li & Tu, 2012

## Publication originale
- Sun, Li & Tu, 2012 : Ternatus, a new spider genus from China with a cladistic analysis and comments on its phylogenetic placement (Araneae: Linyphiidae). Zootaxa, no 3358, p. 28-54.